# Cubadak
Cubadak est une île d'origine volcanique dans le kabupaten (département) de Pesisir Selatan, dans la province indonésienne de Sumatra occidental.
L'île se trouve dans la baie de Mandeh, à 40 km au sud de Padang, la capitale de la province. Sa superficie est de 40 km2. L'île se trouve à 5 kilomètres du rivage. On y accède depuis le village de Carocok.
Cubadak est couverte de jungle abritant des singes, des lézards, des cerfs, des sangliers et bien d'autres espèces d'animaux. Elle n'est habitée que par quelques familles de pêcheurs. L'île est entourée de récifs de coraux.

## Tourisme
L'île est un lieu de pratique de la plongée sous-marine.